# Anderson Braga Horta
Anderson Braga Horta (Carangola, 17 de novembro de 1934) é um poeta brasileiro.
Fez o Ginásio em Goiânia (GO), e Manhumirim(MG); o Clássico em Leopoldina (Minas Gerais); a Faculdade Nacional de Direito na Universidade do Brasil (Rio de Janeiro, 1959). Encontra-se em Brasília desde 1960, onde fez o primeiro vestibular da UnB, onde iniciou o Curso de Letras Brasileiras. Foi Diretor Legislativo da Câmara dos Deputados, professor de Português, cofundador da Associação Nacional de Escritores, de que foi secretário-geral, do Clube de Poesia de Brasília e de seu sucessor, o Clube de Poesia e Crítica, de que foi presidente, e da Associação Profissional, depois Sindicato dos Escritores do Distrito Federal. É membro da Academia Brasiliense de Letras, de que foi 1.º-secretário, e da Academia de Letras do Brasil, de que foi 2.º-secretário.

## Obra publicada
- O Horizonte e as Setas (contos, com Elza Caravana, Izidoro Soler Guelman e Joanyr de Oliveira). Horizonte, Brasília,1967.
- Participação do Trabalhador nos Lucros da Empresa (org.). 2 vls., Câmara dos Deputados, Brasília, 1967 e 1968.
- Altiplano e Outros Poemas. INL/EBRASA, Brasília, 1971.
- Marvário. Clube de Poesia de Brasília, 1976.
- Incomunicação (poesia). INL/Comunicação, Brasília/Horizonte, 1977.
- Exercícios de Homem (poesia). Comitê de Imprensa do Senado Federal, Brasília, 1978.
- Semana de Estudos sobre Manuel Bandeira (conferências, em colaboração com Aderbal Jurema e Domingos Carvalho da Silva). Centro de Ensino Unificado de Brasília (CEUB), 1982.
- Cronoscópio (poesia). INL/Civilização Brasileira, Brasília/Rio, 1983.
- O Cordeiro e a Nuvem (antologia poética). Thesaurus, Brasília, 1984.
- Na Cadeira de Álvares de Azevedo (discursos acadêmicos, com H. Dobal). Brasília, s/d 1986.
- O Pássaro no Aquário (poesia). André Quicé, Brasília, 1990. — Erotismo & Poesia (ensaio). Thesaurus, 1994.
- Caminho de Estrelas, poesia de Maria Braga Horta (org. e apresent.). Massao Ohno, S. Paulo, 1996.
- Dramaturgia: Antologia do II Concurso Nacional de Dramaturgia Álvaro de Carvalho (colaboração). Fundação Catarinense de Cultura, Florianópolis, 1997.
- Colóquio dos Centauros (trad. de Rubén Darío). Separata do Anuario Brasileño de Estudios Hispánicos, n.º VIII, Brasília–Madri, 1997.
- Dos Sonetos na Corda de Sol. Guararapes–EGM, Jaboatão dos Guararapes, PE, 1999.
- Pulso. Barcarola, S. Paulo, 2000. – Quarteto Arcaico. Guararapes, 2000.
- Fragmentos da Paixão: Poemas Reunidos. Massao Ohno / FAC, S. Paulo / Brasília, 2000.
- Poetas do Século de Ouro Espanhol, sel. e trad., com Fernando Mendes Vianna e José Jeronymo Rivera. Thesaurus, 2000.
- Pentagrama (sonetos), com Antonio Carlos Osorio, []Antônio Temóteo dos Anjos Sobrinho]], Fernando Mendes Vianna e [José Geraldo]. Thesaurus, 2001.
- Trinta e Três Sonetos. Guararapes, 2001. – Antologia Pessoal. Thesaurus, 2001.
- Carta-Oração em Feitio de Poema à Força Jovem da América. Thesaurus, 2002.
- Victor Hugo: Dois Séculos de Poesia, sel. e trad., com Fernando Mendes Vianna e José Jeronymo Rivera. Thesaurus, 2002.
- O Sátiro e Outros Poemas de Victor Hugo, id., id. Edições Galo Branco, Rio, 2002.
- A Aventura Espiritual de Álvares de Azevedo: Estudo e Antologia. Thesaurus/FAC, 2002.
- Sob o Signo da Poesia: Literatura em Brasília. Thesaurus/FAC, 2003.
- 50 Poemas Escolhidos pelo Autor. Galo Branco, Rio, 2003.
- Invenção do Espanto, poesia de Anderson de Araújo Horta (org. e apresent.). Galo Branco, Rio, 2004.
- Cinco Histórias de Bichos, da série O Livro na Rua. Thesaurus, 2004. – Zoopoemas, id., 2005.
- O Benzedor de Cobras, contos, id., 2006.
- N.os 1 a 7 e 9 a 12 da mesma série. Clássicos (org. e apresent.): Gonçalves Dias, Laurindo Rabelo, Álvares de Azevedo, Junqueira Freire, Casimiro de Abreu, Fagundes Varela, Castro Alves, Cruz e Sousa, Olavo Bilac, Alphonsus de Guimaraens e Augusto dos Anjos; id., n.os 1 e 15 da série Contemporâneos: Nossa História de Amor, poesia, e Gavião-de-Penacho, conto, de Maria Braga Horta, 2004 e 2005; id., n.º 16: Alguns Poemas de Anderson de Araújo Horta, 2006; id., n.º 27, Sonetos de Waldemar Lopes, 2006; n.os 2, 7 e 10 da série Portugueses/Clássicos: Antero de Quental, Fernando Pessoa, 2005, e Bocage, 2006, poesia.
- Traduzir Poesia. Thesaurus / FAC, 2004.
- Contos de Tenetz, de Yordan Raditchkov, trad. com Rumen Stoyanov. Id., 2004.
- Testemunho & Participação: Ensaio e Crítica Literária. Id., 2005;
- Criadores de Mantras: Ensaios e Conferências. Id., 2007.
- Pulso Instantâneo, contos. Id., 2008.
- Soneto Antigo. Id., 2009.

## Prêmios
- Jean Cocteau (tradução de poesia; A Época, Rio, 1957)
- Antonio Botto (Ipase, Rio, 1959) — Alberto Rangel (O Cruzeiro, Rio, 1960)
- Clube de Poesia de Campos (1960) — Canção do Mar (Diário de Notícias, Rio, 1960)
- Revista do Funcionário Público: conto e poesia (Rio, 1961)
- Nacional de Poesia (Rio, 1964) – Olavo Bilac (Guanabara, 1964 e 1966)
- Machado de Assis (contos; Guanabara, 1966)
- Alphonsus de Guimaraens (Academia Mineira de Letras, B. Horizonte, 1966)
- Lupe Cotrim Garaude (U.B.E., S. Paulo, 1978)
- Álvaro de Carvalho (dramaturgia; Fundação Catarinense de Cultura, Florianópolis, 1996)
- Jabuti (Câmara Brasileira do Livro, S. Paulo, 2001)[1]
- Joaquim Norberto (tradução de poesia, partilhado; U.B.E., Rio, 2001)
- Hors concours no Prêmio Centenário de Carminha Gouthier, das Academias Feminina Mineira de Letras e Municipalista de Letras de Minas Gerais (2003).
- Prêmio Internacional de Literatura Brasil-América Hispânica, da Academia Feminina Mineira de Letras, por Fragmentos da Paixão, em 2007.
- Prêmio Yvone Simoens Botkay, da UBE-RJ, em 2008, por Criadores de Mantras.